# پل لوکاس
پل لوکاس (انگلیسی: Paul Lukas؛ زاده ۲۶ مهٔ ۱۸۹۱ درگذشته ۱۵ اوت ۱۹۷۱) یک هنرپیشه اهل مجارستان بود.
از فیلم‌هایی که وی در آن‌ها نقش داشته است، می‌توان به تندر درون اشاره نمود.
وی همچنین برنده جوایزی همچون جایزه اسکار بهترین بازیگر نقش اول مرد شده‌است. وی نیز برنده بهترین بازیگر نقش اول مرد در نخستین مراسم گلدن گلوب شد.

## مرگ
لوکاس در 15 اوت 1971 در طنجه ، مراکش  در حالی که در جستجوی مکانی برای گذراندن سالهای بازنشستگی خود بود، درگذشت. او در اسپانیا به خاک سپرده شده است.